# Putto
Putto – motyw dekoracyjny przedstawiający małego nagiego chłopca. W okresie renesansu i baroku – rzeźba przedstawiająca uskrzydloną postać anioła, nawiązująca do antycznego bóstwa – Erosa. Określenie stosowane także do postaci aniołków powszechnie stosowanych w dekoracjach kościelnych w okresie baroku i rokoka.
Putto rozpowszechniło się w okresie renesansu, który nawiązywał do wzorów antycznych. Stosowane było w następnych okresach architektonicznych we wnętrzach budowli oraz jako ozdoba tarasów, parków i ogrodów.